# Konzulat Republike Slovenije v Honolulu
Konzulat Republike Slovenije v Honoluluju je diplomatsko-konzularno predstavništvo (konzulat) Republike Slovenije s sedežem v Honoluluju (ZDA); spada pod okrilje Veleposlaništvu Republike Slovenije v Združenih državah Amerike.
Trenutni častni konzul je Ronald Joseph Zlatoper.